# Punta Vampiro
Punta Vampiro (spanisch) ist eine Landspitze im Nordwesten der Brabant-Insel im Palmer-Archipel westlich der Antarktischen Halbinsel. Auf der Westseite der Pasteur-Halbinsel liegt sie am Ufer der Guyou-Bucht.
Argentinische Wissenschaftler benannten sie. Der weitere Benennungshintergrund ist nicht überliefert.